# Primatialpalais

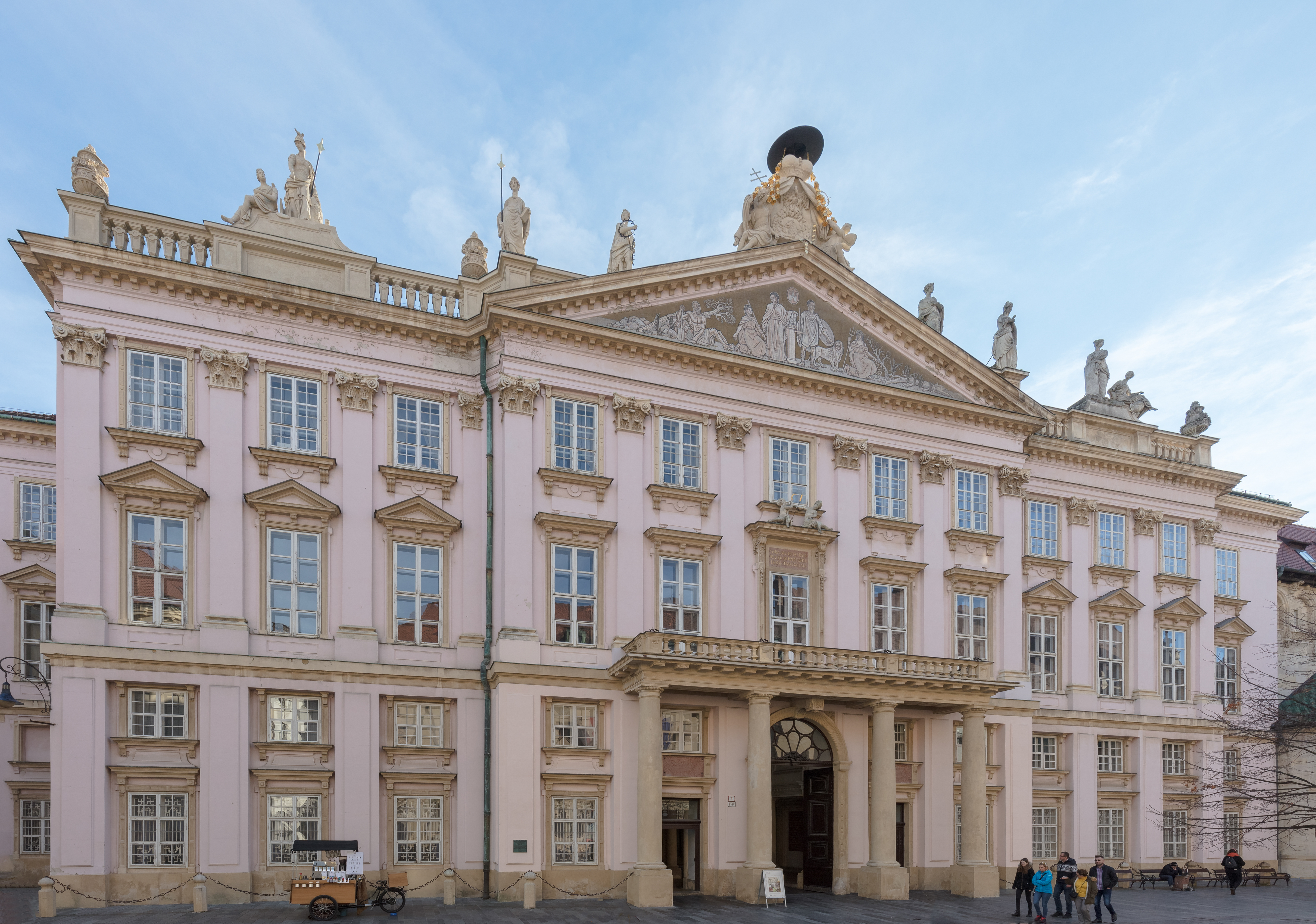
Blick auf die Front des Primatialpalastes

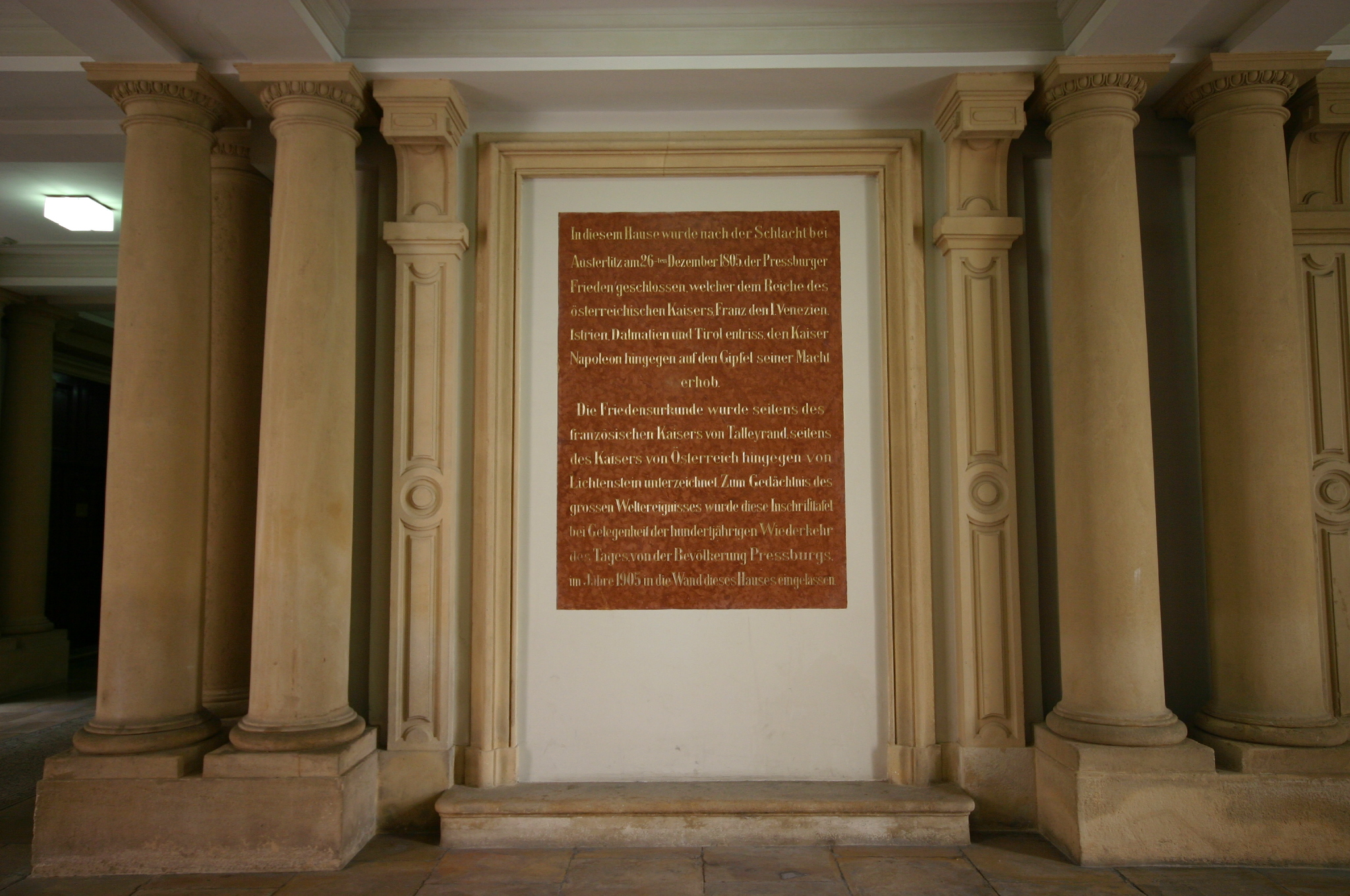
Gedenktafel des Friedensvertrages von Pressburg im Primatialpalais

Das Primatialpalais (slowakisch: Primaciálny palác) am Primatialplatz in der heutigen slowakischen Hauptstadt Bratislava wurde 1778 bis 1781 als Bischofsresidenz des Kardinals József Batthyány, des Primas von Ungarn, nach den Plänen des Architekten Melchior Hefele erbaut.

## Entstehungsgeschichte
An dieser Stelle befand sich schon seit dem 13. Jahrhundert eine Residenz der Graner Erzbischöfe mit angeschlossener Hauskapelle. In einer Urkunde vom 26. Juli 1343 wird eine Kapelle zum Hl. Ladislaus an dieser Stelle erwähnt. Bereits 1454 wird ein Neubau der Residenz im gotischen Stil genannt, deren Gründung dem Erzbischof von Gran, Dénes Szécsi zugeschrieben wird.
Die Schlacht bei Mohács im Jahre 1526 und die darauf folgende Besetzung großer Teile des Königreichs Ungarn durch die Türken beeinträchtigten maßgebend die Verwaltungsstruktur des Landes. Nachdem Preßburg zur Krönungsstadt der ungarischen Herrscher und Sitz der Landtage geworden war, siedelte sich auch der höchste geistliche Würdenträger des Landes – der Primas von Ungarn und Erzbischof von Gran – hier an.
In den Türkenkriegen um 1543 musste der Erzbischof von Gran (Esztergom) hierher fliehen.

## Neubau
In der Theresianischen Zeit Preßburgs, welche als Glanzzeit der Stadt bezeichnet wird, entschloss sich der damalige Fürstprimas von Ungarn und Erzbischof von Gran Joseph Kardinal Batthyány, den Platz mit einer neuen repräsentativen Residenz zu bebauen. An der Stelle des alten "bischöflichen Hauses" sollte ein moderner Bau entstehen, da das bisherige Gebäude nicht mehr dem Geschmack der Zeit und den Anforderungen des Bauherrn entsprach.
Den Bauvertrag unterschrieb am 28. August 1777 der in Baufragen erfahren Bischof Johann Szily mit dem aus Tirol stammenden Baumeister Melchior Hefele. Die feierliche Grundsteinlegung erfolgte am 27. Juni 1780. Im Jahre 1781 war der Bau bereits beendet; die Kosten betrugen 400 000 Gulden. Am 7. November 1781 berichtete die Preßburger Zeitung  ausführlich über den Abschluss der Bauarbeiten.
Die Statuen auf der Attika stellen die Tugenden dar, ein 150 Kilogramm schwerer Kardinalshut steht auf der Spitze des Tympanons. Über dem Mittelfenster der belle Etage ist eine aus rotem Naturstein bestehende Tafel mit folgender Inschrift angebracht:
CURIA ARCHIEPISCOPALIS.
PECVLIO. CARDINALIS.JOSEPHI.
DE BATTIAN. EXCITATA
Darüber am (oberen) Fenstergiebel des Mittelfensters, sind zwei Engel (Putti) untergebracht, welche die Buchstaben "I" und "C" halten, die Initialen des lateinischen Wahlspruchs von Erzbischof Batthyány 'Institia et Clementia'.

## Preßburger Frieden
Im Spiegelsaal des klassizistischen Primatialpalais unterzeichneten Johann I. Josef von Liechtenstein, Ignácz Gyulay und Charles-Maurice de Talleyrand am 26. Dezember 1805 den vierten Pressburger Frieden, wodurch Österreich unter anderem Tirol und Dalmatien verlor.
Im Palast ist heute die städtische Gemäldegalerie untergebracht. Beachtung verdienen sechs von Franz Cleyn geschaffene Tapisserien aus dem Jahr 1630 mit Darstellungen von Hero und Leander aus der griechischen Mythologie. 1903 wurde das Palais vom Erzbischof an die Stadt verkauft. Bei den Sanierungsarbeiten entdeckte man die bis dahin unbekannten Gobelins.